# 마이클 콘스탄틴

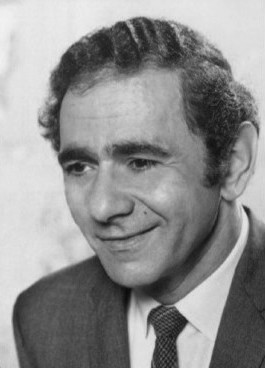

마이클 콘스턴틴(Michael Constantine, 1927년 5월 22일 ~ 2021년 8월 31일)은 미국의 배우이다.
레딩에서 태어났다.

## 출연 작품
- 나의 그리스식 웨딩 2 (2016년) - 거스 역
- 나의 그리스식 웨딩 (2002년) - 거스 역
- 최후의 바이러스 전쟁 (2001년)
- 시너 (1996년)
- 주어러 (1996년)
- 마이 라이프 (1993년)
- 단판 승부 (1993년)
- 프랜서 (1989년)
- 인 더 무드 (1987년)
- 죽음의 기도 (1985년)
- 에비타 페론 (1981년)
- 목사님 만세 (1979년)
- 사랑의 해적 (1978년)
- 피퍼 (1975년)
- 우주 전쟁 (1975년)
- 데들리 하베스트 (1972년)
- 서든리 싱글 (1971년)
- 이프 이츠 튜즈데이 (1969년)
- 리버스 (1969년)
- 폭소 대탈출 (1969년)
- 스키두 (1968년)
- 하와이 (1966년)
- 허슬러 (1961년)

### 텔레비전
- 추격 (1961-63)
- 딜론 보안관 (1963-68)
- 페리 메이슨 (1964-65)
- 도망자 (1965-67)
- 코작 (1974)
- 일렉트라 우먼 앤 다이나 걸 (1976, Electra Woman and Dyna Girl)
- 뿌리: 그 다음 세대 (1979)
- 형사 Q (1979, 1981, 1983)
- 사랑의 유람선 (1983)
- 레밍턴 스틸 (1984-86)
- 달리는 사이먼 (1984-88)
- 로앤오더: 범죄 전담반 (1992-94)